# The Devil Strikes Again
The Devil Strikes Again es el álbum número 22 de la banda alemana de heavy metal Rage, lanzado el 10 de junio de 2016, a través de Nuclear Blast Records. Se realizaron videos para los sencillos "My Way" y "The Devil Strikes Again".

## Canciones
1. "The Devil Strikes Again" – 4:37
2. "My Way" – 4:19
3. "Back on Track" – 4:19
4. "The Final Curtain" – 4:12
5. "War" – 4:21
6. "Ocean Full of Tears" – 4:02
7. "Deaf, Dumb and Blind" – 4:14
8. "Spirits of the Night" – 4:54
9. "Times of Darkness" – 5:13
10. "The Dark Side of the Sun" – 5:46

## Miembros
- Peter "Peavy" Wagner - Bajo y Voces
- Marcos "Markitos" Rodríguez - Guitarra y Coros
- Vassilios "Lucky" Maniatopoulos - Batería y Coros

- Datos: Q25350221